# Altaikönigshuhn
Das Altaikönigshuhn (Tetraogallus altaicus) auch Altai-Königshuhn geschrieben ist eine Hühnervogelart aus der Gattung der Königshühner (Tetraogallus). Es ist ein Gebirgsvogel, der ganzjährig im alpinen und subalpinen Gürtel Ostasiens anzutreffen ist und ausschließlich am Boden lebt. Es ist in seinem Verbreitungsgebiet unverwechselbar, da es mit keinem anderen der Königshühner sympatrisch vorkommt. Während der Paarungszeit ist der laute Pfiff des Männchens häufig zu vernehmen.

## Erscheinungsbild
Das Altaikönigshuhn erreicht eine Körperlänge von 58 bis 65 Zentimetern. Das Gewicht variiert zwischen 2,5 und 3 Kilogramm.
Es besteht kein auffälliger Geschlechtsdimorphismus, Männchen und Weibchen sind in etwa gleich groß und zeigen dieselbe Färbung. Das ausgewachsene Altaikönigshuhn ist auf dem Oberkopf, am Hinterhals, Kragen und Vorderrücken grau. Das Grau ist vom übrigen Rücken durch einen schwarzen Halsring getrennt. Die übrige Körperoberseite ist dunkelgrau mit einem feinen gelblichen Strahlenmuster.
Charakteristisch sind eine gelbe Färbung um die Augen und ein feiner weißer Überaugenstreif. Die Kehle ist weiß, der Vorderhals und die Vorderbrust sind grau mit einem leichten bläulichen Anflug.  Die Hinterbrust ist ebenfalls grau, weist aber schwarzweiße Flecken auf. Der Bauch ist weiß.

## Verbreitung und Lebensraum
Das Altaikönigshuhn besiedelt in zwei Unterarten die Berge des Altai, des Sajan und des Changai-Gebirges. Es ist ein Standvogel, der aber im Winterhalbjahr in schneeärmere oder schneefreie Regionen herabkommt. Es ist dann mitunter auch in den Vorgebirgen und den Flussniederungen anzutreffen, wo es gelegentlich zwischen Hausrindern zu beobachten ist.
Die Lebensräume des Altaikönigshuhns sind sowohl die Felsentundra der Gipfelzonen, die durch große Felsbrocken und spärliche Vegetation gekennzeichnet sind, als auch ebene Flächen mit felsiger Moos-Flechten-Tundra. Der bevorzugte Höhenbereich liegt zwischen 2000 und 2500 m; im Norden seines Verbreitungsgebiets ist es aber auch ab 1330 m anzutreffen. Die obere Verbreitungsgrenze liegt bei etwa 3000 m.

## Lebensweise
Altaikönigshühner leben in kleinen Trupps, die sich ab Anfang Mai in Paare auflösen. Der Hahn verbleibt bei der Henne, solange diese brütet. Mit dem Schlupf der Dunenjungen verlässt der Hahn das Brutrevier und schließt sich dann den Trupps anderer Männchen sowie unverpaarter Hennen an.
Das Nest ist eine kleine Vertiefung im Boden, die mit trockenem Pflanzenmaterial aus der Umgebung ausgelegt wird. Es befindet sich meist an einer windgeschützten Stelle unter einem überhängenden Felsbrocken oder wird in eine Felsnische gebaut.
Die Eier sind graugrün mit brauner Fleckung. Das Vollgelege besteht aus sieben bis zehn Eiern.

## Belege

### Einzelbelege
1. ↑  Potapov & Fling, 1989, S. 88
2. ↑  Potapov & Fling, 1989, S. 89
3. ↑  Potapov & Fling, 1989, S. 89